# 藤堂長教
藤堂 長教（とうどう ながのり、安永8年（1779年）  - 文政13年6月18日（1830年7月12日））は、津藩士名張藤堂家（藤堂宮内家）第8代。伊賀国名張1万5000石の領主。
父は宮内家第7代・長旧。正室は津藩第9代藩主・高嶷の娘・湧。子は藤堂長誠（庶長子・分家300石）、名張藤堂家第9代・藤堂長徳、藤堂長磯（藤堂靱負長常養子）、忍藩士中村酒造室、藤堂伊織元永室、藤堂高克室。

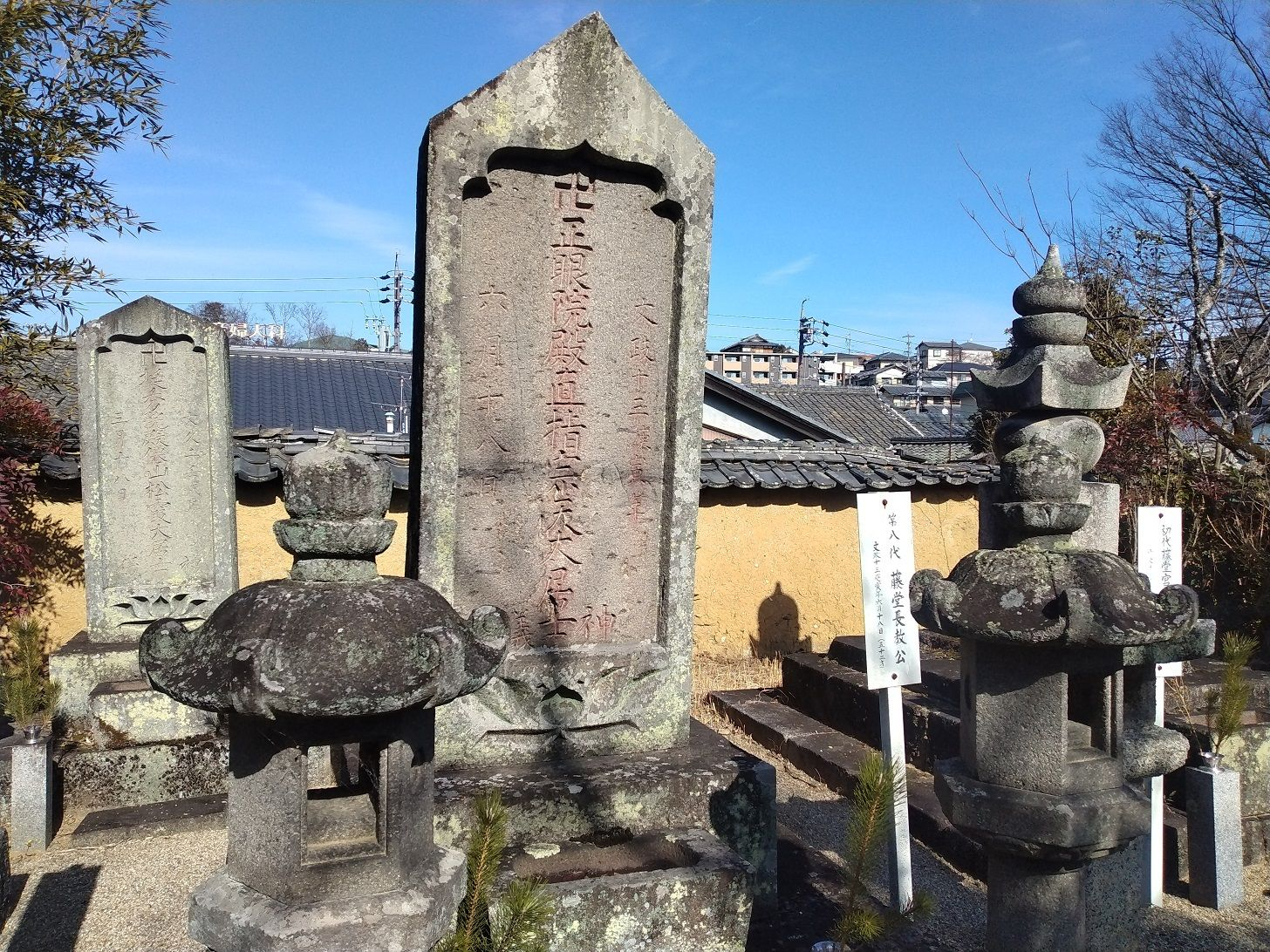
藤堂長教の墓(名張市徳蓮院)

津藩第9代藩主・藤堂高嶷の娘の湧と結婚し、嫡子の長徳を儲けた。儒学を信奉し、学問に優れた鎌田健兵衛（後の家老鎌田梁洲）に長徳の小姓を命じた。文化15年（1818年）4月、名張藤堂家で慣習であった当主を「殿様」と称することを藩から禁じられている。文政13年（1830年）6月18日死去。享年52。墓所は名張市徳蓮院。家督は長徳が相続し、庶長子の長誠は300石を与えられ分家している。